# 嘉藤栄吉
嘉藤 栄吉（かとう えいきち、1917年 - 2008年6月28日）は、兵庫県出身の日本の元アマチュア野球選手。兵庫県立明石中学校（現：兵庫県立明石高等学校）在学中、全国中等学校優勝野球大会（現在の高校野球）に複数回出場。特に1933年の中京商対明石中延長25回に出場した選手として知られ、同試合に出場した両校合せた全選手の中で最後の存命者であった。

## 来歴
1917年に明石市にて生まれた。1931年に兵庫県立明石中学校（現・兵庫県立明石高等学校）に入学。甲子園には5回出場（春3回〈1932年～1934年〉。夏2回〈1932年、1933年〉）。1932年春と1933年春の準優勝2回に貢献した。
そして1933年夏の大会・準決勝第2試合で、高校野球史上最長となった中京商対明石中延長25回戦に6番・二塁手で出場。延長25回裏に大野木浜市（中京商）が打ったセカンドゴロを本塁へ悪送球（記録上は失策）し、チームはサヨナラ負け（最終スコアは0-1×）を喫する。当時チーム最年少（15歳）で、身長160cm余りの小柄な身体だったものの、持ち前の気の強さで、同級生でいち早くレギュラーを獲得したと伝わる。
1936年に明石中学卒業後は、満州国（中国東北部）の実業団チームで野球を続けた。戦後は内外ゴム（本社：明石市）で、準硬式野球のトップボールの開発に携わり、裏方から野球の発展に尽力した。1993年には、兵庫県の高校球児OBチームを結成して75歳の高齢ながら監督を務め、大阪府や京都府の高校球児OBチームと対戦した。2003年には85歳にして、全国高等学校野球選手権兵庫大会の始球式を務めた。
2008年6月28日午前2時35分、前立腺癌のため、明石市内の病院で死去、享年90。延長25回の試合における両校併せた全出場メンバー中、最後の生存者であった。
嘉藤は生前、自身の判断ミスでチームを敗戦に追い込んでしまったことを生涯に渡って悔み続け、「延長25回の話をするのは辛い」と述べていた。そんな嘉藤を当時の明石中野球部の部長だった、竹山九一は度々叱咤激励し、1935年に他校に異動してからも、同窓会で嘉藤に対して「8月19日（延長25回のあった日）のこと、まだ気にしとるんとちゃうか？気にしたらあかんぞ。」と優しく接した。また家族の証言によれば、講演を頼まれることも多かったが、1時間以上に及ぶ講話の原稿をすべて暗記して当日に備えたほど、常に自分に厳しく、弱音を吐いたことなど全くなかったという。